# Reingers
Reingers est une commune autrichienne du district de Gmünd en Basse-Autriche.